# إيزابيل بيريز
إيزابيل بيريز (بالإسبانية: Isabel Pérez Montalbán)‏ (و. 1964  م) هي شاعرة، وكاتِبة إسبانية، ولدت في قرطبة.